# Anchariidae
Die Anchariidae sind eine Fischfamilie aus der Ordnung der Welsartigen (Siluriformes). Sie kommen endemisch in Süßgewässern Madagaskars vor.

## Merkmale
Anchariidae sind mittelgroße Welsartige mit maximal etwa 30 Zentimetern Länge. Von den nah verwandten Kreuzwelsen (Ariidae) unterscheiden sie sich durch ihre gefransten Barteln und die reduzierte vordere Nuchale (Nackenplatte).

## Systematik
Die Anchariidae bilden zusammen mit den Kreuzwelsen die Überfamilie der Arioidea. Die Familie umfasst zwei Gattungen mit sechs Arten:
- Ancharius Steindachner, 1880
  - Ancharius fuscus Steindachner, 1880
  - Ancharius griseus Ng & Sparks, 2005
- Gogo Ng & Sparks, 2005
  - Gogo arcuatus Ng & Sparks, 2005
  - Gogo atratus Ng, Sparks & Loiselle, 2008
  - Gogo brevibarbis (Boulenger, 1911)
  - Gogo ornatus Ng & Sparks, 2005